# Alessandro Nannini
Alessandro Nannini, född 7 juli 1959 i Siena, är en  italiensk racerförare. Han är bror till sångerskan Gianna Nannini.

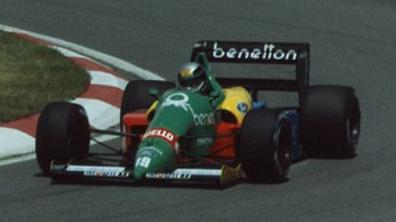
Alessandro Nannini i Benetton under Kanadas Grand Prix 1988

## Racingkarriär
Nannini debuterade i formel 1 för Minardi 1986. 1988 gick han till Benetton. Han vann ett lopp, Japans Grand Prix 1989, efter att Ayrton Senna blivit diskvalificerad. Han var på väg att vinna i Ungern 1990, men blev där trängd av banan av Senna. Nannini kom sedan trea i Spanien 1990 och kom då överens om ett kontrakt med Ferrari inför den följande säsongen. En vecka senare var han dock med i en helikopterkrasch vid familjens hem nära Siena. En av hans underarmar skadades svårt, men den återställdes med hjälp av mikrokirurgi. Däremot var Nanninis formel 1-karriär över men 1992 började han i stället tävla i italienska standardvagnar.

## F1-karriär
| Säsong                | Stall/Tillverkare      | Placering             | Lopp | Poäng | Etta | Tvåa | Trea | Pole | Varv |
| --------------------- | ---------------------- | --------------------- | ---- | ----- | ---- | ---- | ---- | ---- | ---- |
| 1986                  | Minardi-Motori Moderni | -                     | 16   |       |      |      |      |      |      |
| 1987                  | Minardi-Motori Moderni | -                     | 16   |       |      |      |      |      |      |
| 1988                  | Benetton-Ford          | 10                    | 16   | 12    |      |      | 2    |      | 1    |
| 1989                  | Benetton-Ford          | 6                     | 16   | 32    | 1    | 1    | 2    |      |      |
| 1990                  | Benetton-Ford          | 8                     | 14   | 21    |      | 1    | 2    |      | 1    |
| Sammanlagt 5 säsonger | Sammanlagt 5 säsonger  | Sammanlagt 5 säsonger | 78   | 65    | 1    | 2    | 6    | 0    | 2    |

| 1. Australien 1989 2. Tyskland 1990 |

| 1. Storbritannien 1988 2. Spanien 1988 3. San Marino 1989 4. Storbritannien 1989 5. San Marino 1990 6. Spanien 1990 |

| 1. Tyskland 1988 2. San Marino 1990 |

| 1. Belgien 1988 2. Kanada 1989 |